# Trận sân bay Donetsk thứ hai
Trận sân bay Donetsk lần thứ hai  tiếp nối những xung đột giữa quân đội Ucraina và phiến quân Cộng hòa Nhân dân Donetsk tự xưng thân Nga trong việc giành quyền kiểm soát Sân bay quốc tế Donetsk. Mặc dù một thỏa thuận ngừng bắn đã được hai bên ký kết sau trận đánh đầu tiên diễn ra tại đây vào ngày 26/5/2014, xung đột vẫn nổ ra và châm ngòi cho một trận chiến mới. Vào ngày 21/1/2015, dân quân Donetsk kiểm soát được hoàn toàn sân bay, buộc quân đội Ucraina phải rút lui về Pisky.

## Diễn biến

### Mở đầu (tháng 9-10/2014)
Trận chiến nổ  ra tại sân bay Donetsk vào ngày 29 tháng 9, sau khi 9 binh sĩ chính phủ Ucraina thiệt mạng và 27 người khác bị thương trong một cuộc đấu súng với phiến quân Donetsk. Theo chính phủ Ukraine, phiến quân đã bắn một quả đạn pháo vào xe chở quân của chính phủ giết chết 7 người. Giao tranh dữ dội đã diễn ra giữa hai bên. Phiến quân cho người chiếm giữ các cao điểm xung quanh, sau đó dùng BM-21 nã hàng loạt quả rocket vào trong sân bay. Theo lãnh đạo phiến quân, động thái này là để đáp trả lại việc quân đội chính phủ đã dùng súng cối bắn vào các vị trí chỉ đạo pháo bính của họ trong vùng lân cận.
Các trận pháo kích giữa hai bên tiếp tục diễn ra. Giữa trận đánh, đạn pháo đã rơi trúng một trường học và một trạm xe buýt ở quận Kyivskiy gần sân bay làm 10 thường dân thiệt mạng. Theo Joanne Mariner thuộc Tổ chức Ân xá Quốc tế, không thể biết chính xác ai là người chịu trách nhiệm cho việc này, nhưng khu vực dân cư này đã từng bị trúng đạn từ quân đội chính phủ và Ucraina. Tuy vậy trách nhiệm cũng thuộc về phiến quân Donetsk - khi đã đặt các ụ pháo trong khu vực người dân sinh sống và bắn trả quân đội chính phú từ đó. Vi phạm các quy tắc đã được nêu trong Luật Xung đột vũ trang. Cùng lúc đó, xe tăng của phiến quân tiến vào sân bay, chiếm được một vài nhà chứa, trạm tiếp nhiên liệu, các khu nhà lân cận và sau đó là đồn cảnh sát và khách sạn sân bay rồi bị chặn đứng. Các trận pháo kích giữa hai bên tiếp diễn đến ngày 2/10.
Phiến quân chiếm được nhà ga sân bay cũ vào ngày 3/10, quân đội Ucraina cho rằng lực lượng này đã được các máy bay không người lái (drone) của Nga yểm trợ. Nhưng sau đó, khi cố gắng tiến công vào khu vực nhà ga mới - thành trì phòng thủ của quân đội chính phủ - tuy được xe tăng hỗ trợ nhưng không những không thắng mà lực lượng này còn bị đẩy lùi và mất quyền kiểm soát một nửa nhà ga cũ. Hai xe tăng và 12 phiến quân bị tiêu diệt sau đợt tấn công. Bốn người thuộc quân đội Ucraina thiệt mạng, trong đó có hai người đến từ lực lượng cực hữu tình nguyện.
Ngày 9/10, phiến quân Donetsk tiếp tục mở một cuộc tấn công nhằm giành lại quyền kiểm soát sân bay nhưng bất thành. Pháo binh tiếp tục được hai bên sử dụng và tiếp tục làm 5 dân thường thiệt mạng.
Xung đột leo thang từ giữa tháng 10. Vào ngày 20/10, đạn pháo rơi trúng một nhà máy hóa chất gần sân bay. Vụ nổ làm hư hại sân vận động Donbass cũng như nhiều vùng xung quanh Donetsk. Phiến quân buộc tội hệ thống tên lửa Tochka U của quân đội chính phủ là thủ phạm gây ra vụ nổ, luận điểm này bị Ucraina bác bỏ. Tại sân bay, bị tấn công liên tục, binh sĩ quân đội Ucraina buộc phải có thủ sau các bức tường bê tông, họ vẫn giữ được tháp điều khiển và nhà ga cũ của sân bay. Cùng lúc ấy, theo một sĩ quan Ucraina, phiến quân đã xâm nhập thành công vào hệ thống đường hầm bên dưới sân bay.
Nhà ga mới đã đổ sập hoàn toàn từ ngày 28/10, quân đội Ucraina lúc này vẫn kiểm soát được tầng trệt và tầng 1 của nhà ga, tầng 2 và hệ thống đường hầm bị phiến quân chiếm giữ. Tòa nhà tràn ngập bẫy mìn của cả hai phía. Trong khi đó, sân bay bị phá hủy nặng nề, đường băng dính đầy đạn pháo, xác xe tăng và xe bọc thép nằm la liệt xung quanh.

## Hình ảnh
| Tìm hiểu thêm về Trận sân bay Donetsk thứ hai tại các dự án liên quan |                                |
| Tìm kiếm Commons                                                      | Tập tin phương tiện từ Commons |

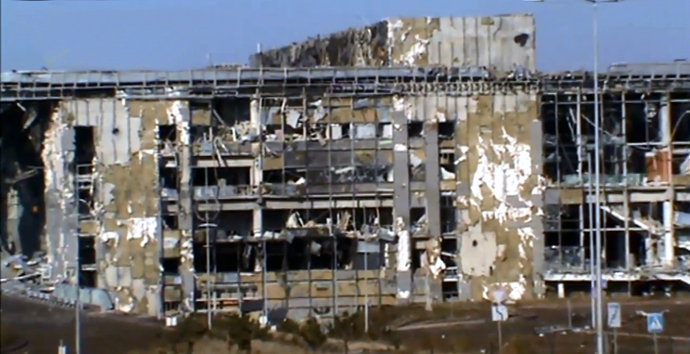
New Terminal ruins (October 2014)
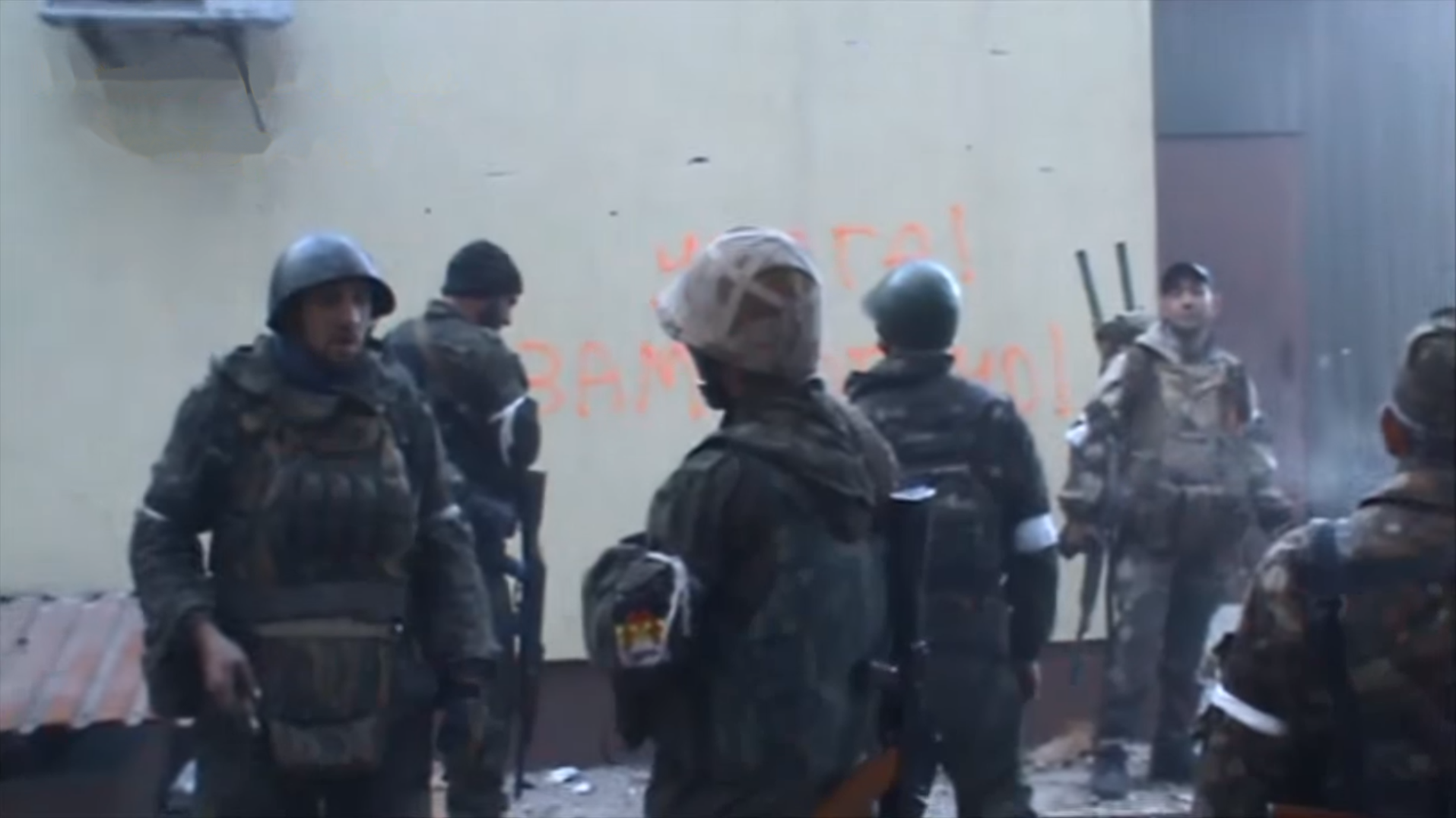
DPR Sparta Battalion troops during a break (October 2014)
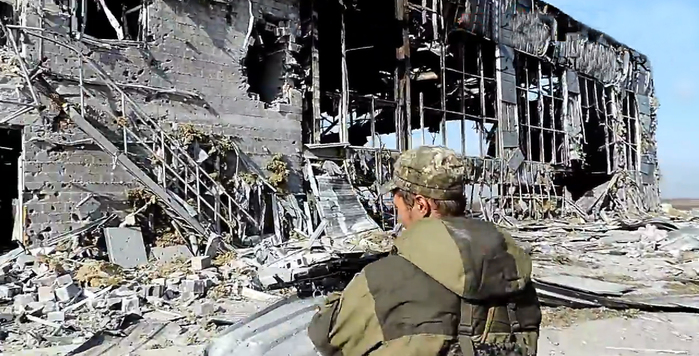
DPR Somalia Battalion fighter near a heavily damaged area (October 2014)
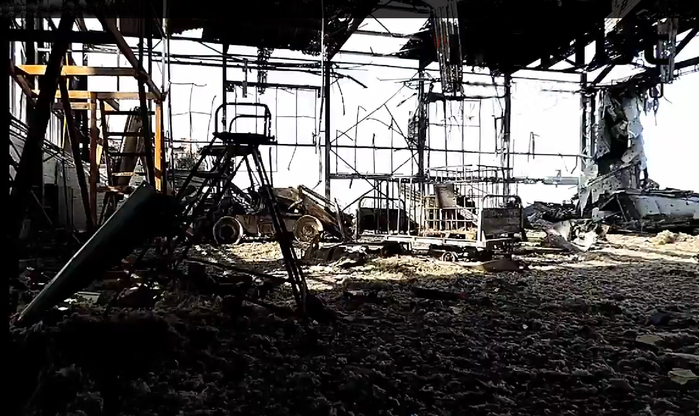
Rubble in one of the heavily damaged buildings near the Old Terminal (October 2014)
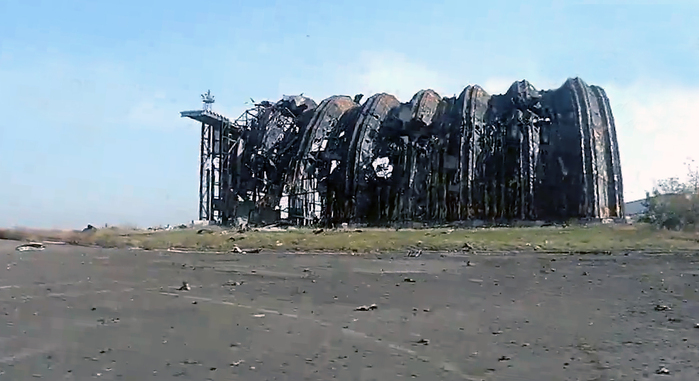
Heavily damaged hanger near the Old Terminal (October 2014)
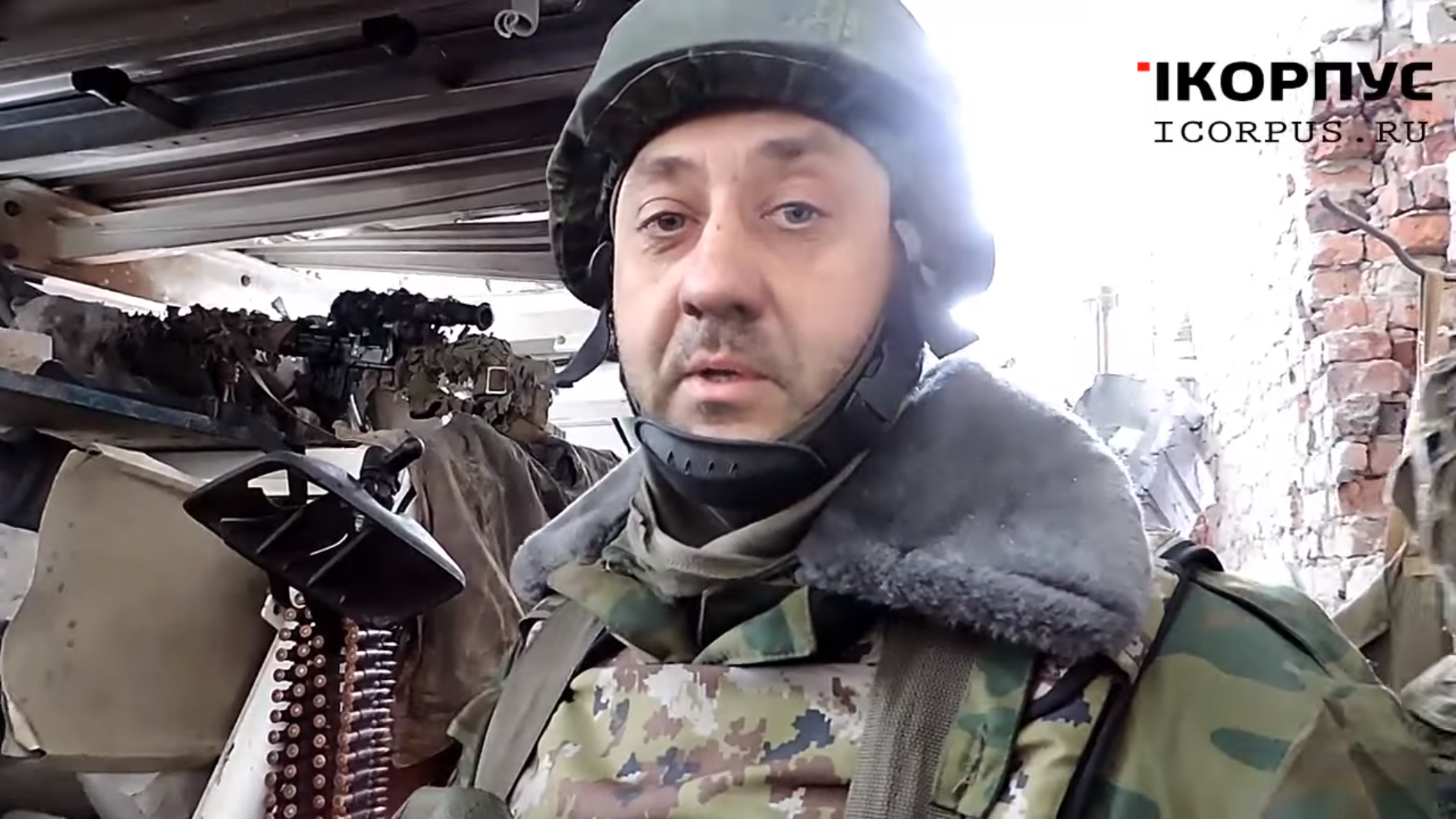
DPR Sparta Battalion fighter near the Old Terminal (November 2014)
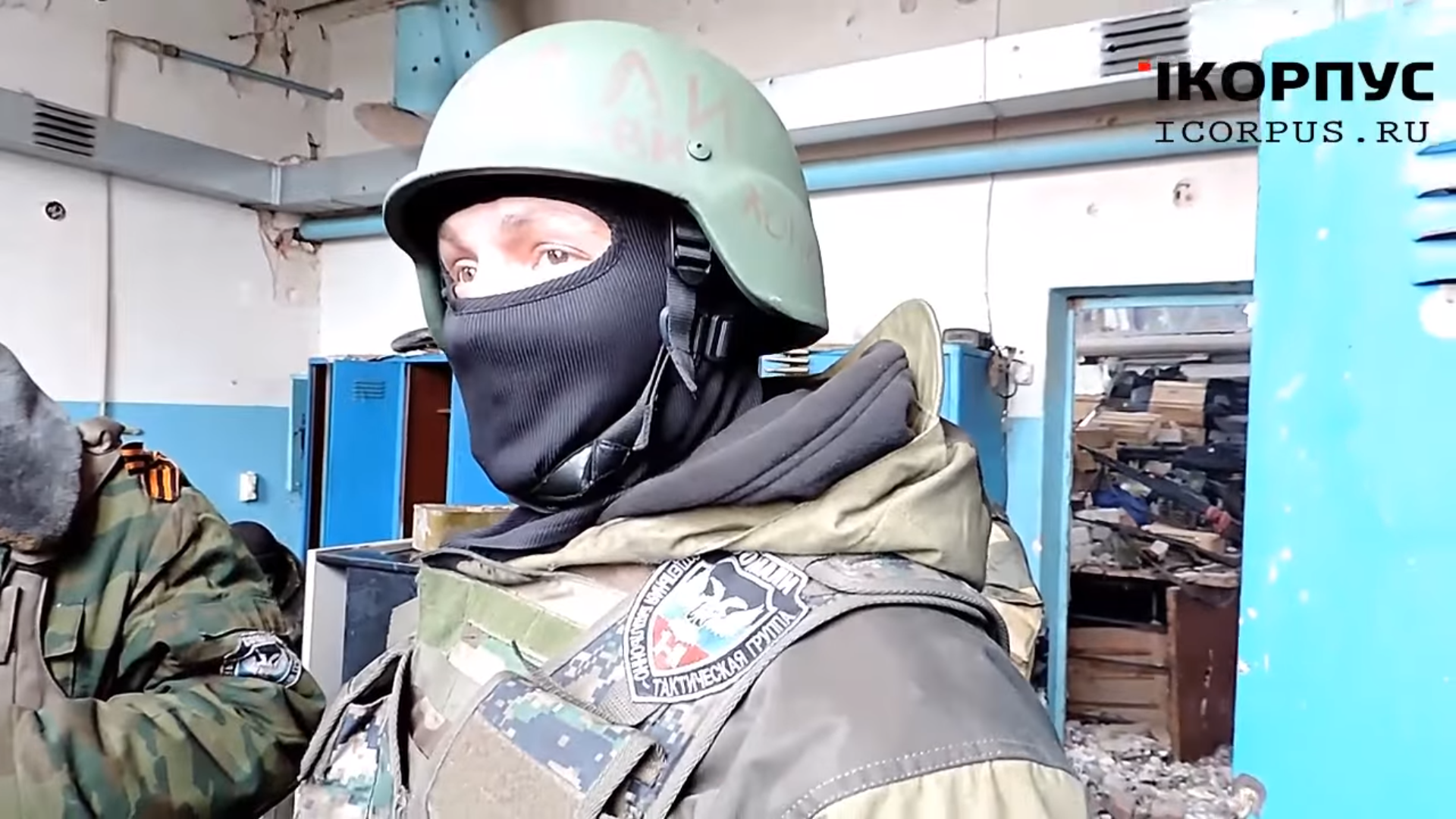
DPR Somalia Battalion fighter near the Old Terminal (November 2014)
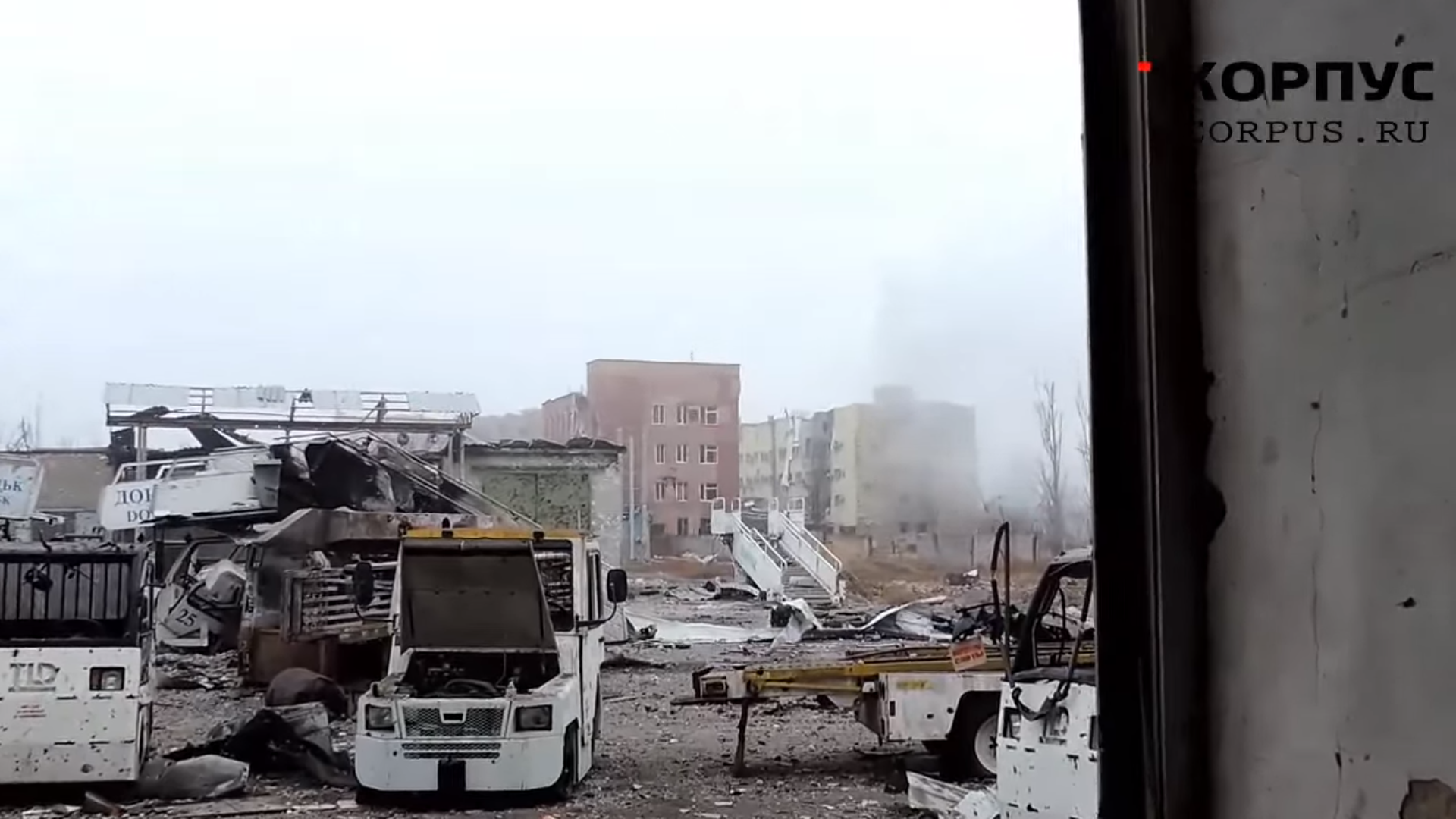
Ruins of the Donetsk Airport with hotels that were damaged from artillery (November 2014)
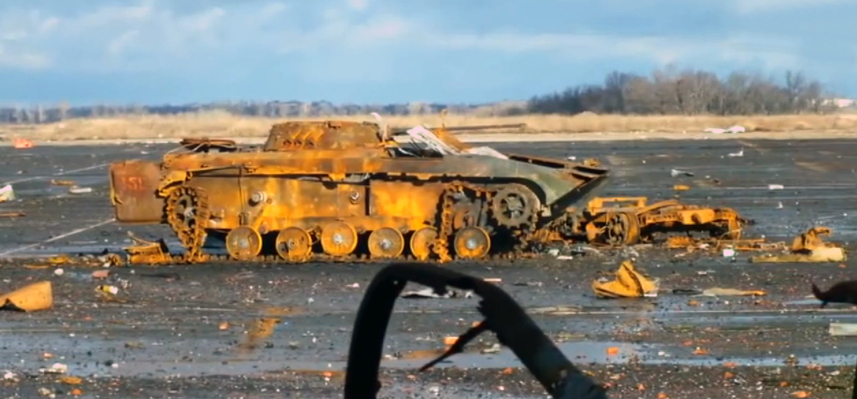
Destroyed Ukrainian BMP-2K IFV (December 2014)
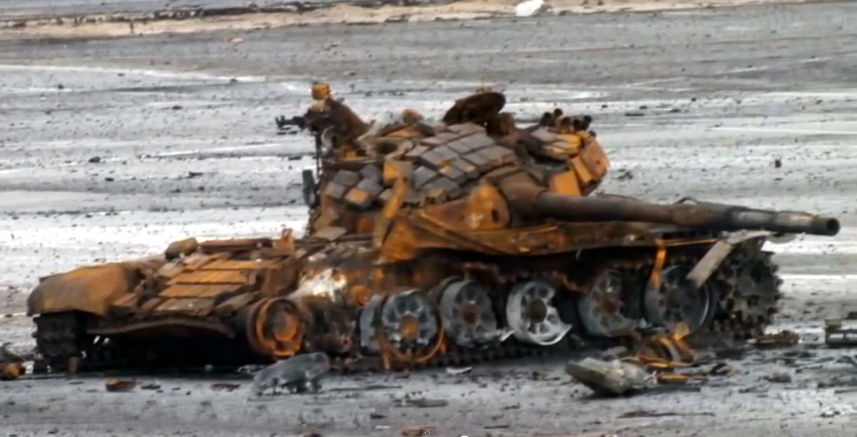
Destroyed DPR T-72B1 tank (December 2014)
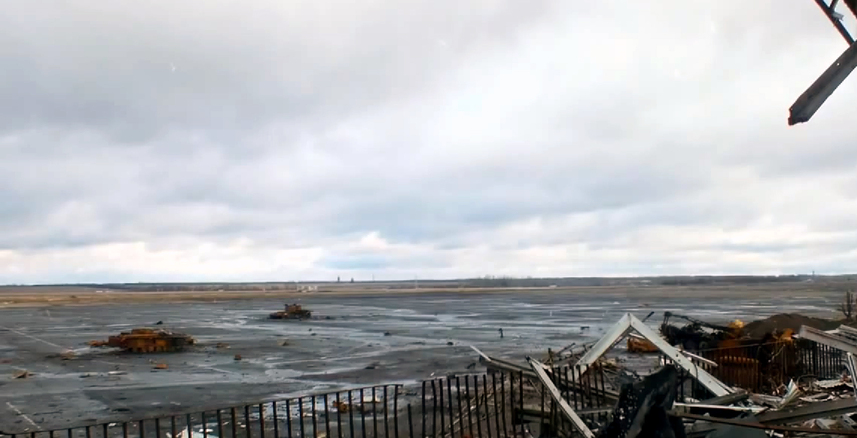
View of runway from the Old Terminal (December 2014)
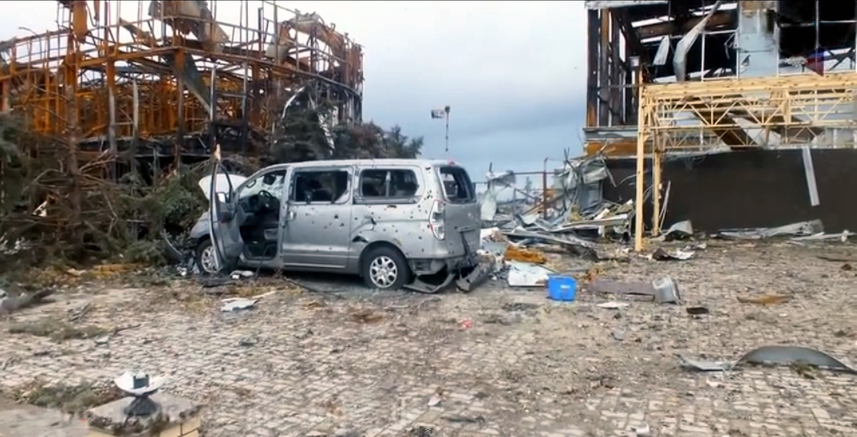
Outside ruins of Donetsk airport (December 2014)
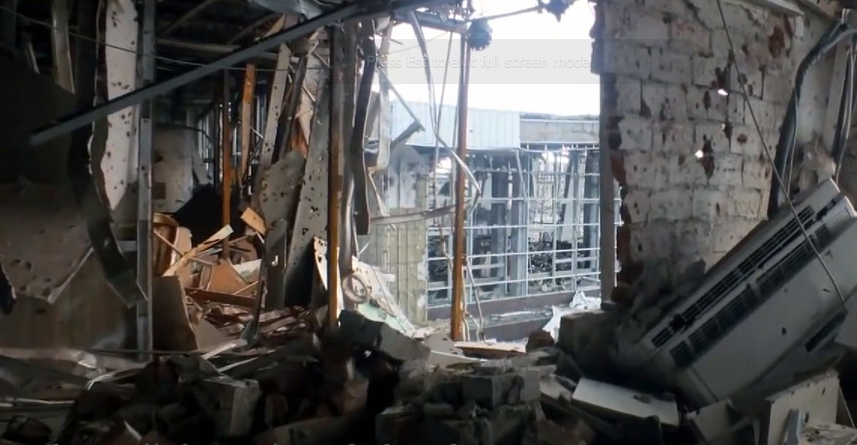
Inside of the ruined Donetsk airport (December 2014)